# Kujō Michifusa
Kujō Michifusa (九条 道房) (1609 - 1647), fils du régent Kujō Yukiie, est un noble de cour japonais (kugyō) de l'époque d'Edo (1603–1868). Il exerce la fonction de régent sesshō en 1647 pour l'empereur Go-Kōmyō. Il épouse une fille de Matsudaira Tadanao, deuxième daimyo du domaine d'Echizen. Une des filles du couple épouse le régent Kujō Kaneharu qu'il adopte comme fils, et leurs deuxième et cinquième filles sont consorts d'Asano Tsunaakira, troisième daimyo du domaine de Hiroshima.